# Dordtsche Kil
El Dordtse Kil (abans del 1947: Dordtsche Kil) és un petit riu situat a la província d'Holanda del Sud, als Països Baixos. Aquest riu es forma amb les marees, formant una connexió entre l'Oude Maas i el Hollands Diep. En bona part aquest riu és artificial, en origen, ja que hi ha hagut molt poques marees fins al segle xix.

## Ponts
Hi ha una connexió entre l'illa de Hoeksche Waard a l'oest i l'illa de Dordrecht a l'est, el Kiltunnel.